# NGC 260
NGC 260 (другие обозначения — UGC 497, MCG 4-3-6, ZWG 480.9, IRAS00458+2725, PGC 2844) — пекулярная спиральная галактика в созвездии Андромеда.
Этот объект входит в число перечисленных в оригинальной редакции «Нового общего каталога».
Галактика формирует тройную систему с галактиками NGC 252 и NGC 258 (см. фото всех трёх галактик (недоступная ссылка — история).).
Галактика NGC 260 входит в состав группы галактик NGC 315. Помимо NGC 260 в группу также входят ещё 44 галактик.